# Joux
Joux település Franciaországban, Rhône megyében. Lakosainak száma 753 fő (2022. január 1.). Joux Les Sauvages, Saint-Marcel-l'Éclairé, Tarare, Machézal, Saint-Cyr-de-Valorges és Violay községekkel határos.

## Népesség
A település népességének változása:
| Lakosok száma | 657  | 682  | 705  | 691  | 713  | 734  | 756  | 751  | 753  |
|               | 2013 | 2015 | 2016 | 2017 | 2018 | 2019 | 2020 | 2021 | 2022 |